# Untersuchungsausschuss für die Schuldfragen des Weltkrieges
Auf der 84. Sitzung der Weimarer Nationalversammlung am 20. August 1919 wurde ein parlamentarischer Untersuchungsausschuss eingesetzt, der die Vorgänge, die zum „Ausbruch, zur Verlängerung und zum Verlust des Ersten Weltkrieges“ geführt hatten, aufarbeiten sollte, nachdem Deutschland mit Art. 231 des Friedensvertrags von Versailles die alleinige Kriegsschuld auferlegt worden war.
Der Ausschuss bestand mehrere Wahlperioden lang (fast dreizehn Jahre) und delegierte die Arbeit an vier Unterausschüsse. Er litt an steigender Einflussnahme der Regierung, die deutsche Schuldeingeständnisse vor der Weltöffentlichkeit verhindern wollte. Außerdem stieß er auf passiven Widerstand der Beamtenschaft und der Militärs. Die Abgeordneten fügten sich vielfach dem Druck und griffen gegenüber Beamten und Militärs nicht durch. Darüber hinaus verschob sich der Mehrheitswille mehr und mehr auf die Seite derjenigen politischen Kräfte, die an einer schonungslosen öffentlichen Aufklärung kein Interesse hatten. Die formulierten Ergebnisse der einzelnen Unterausschüsse sind damit nur von begrenztem Wert.
Die eigentliche Arbeit, soweit es die Aktenlage zuließ, erfolgte jedoch meist umsichtig und gewissenhaft. Die Akten mit den Verläufen der Verhandlungen und den Gutachten sind entsprechend von hohem Quellenwert. Der Untersuchungsausschuss wurde nach dem Wahlsieg der Nationalsozialisten im Juli 1932 nicht wieder eingesetzt.

## Vorbereitung und Gründung des Untersuchungsausschusses
Die Einrichtung des Untersuchungsausschusses stellte einen Kompromiss dar. Eugen Fischer-Baling, der Generalsekretär des Untersuchungsausschusses sah in einem 1954 erschienenen Artikel den „echtesten Gehalt“ der Novemberrevolution in der „Verurteilung der Kriegsfanatiker, der Annexionisten, der Propagandisten des Alldeutschtums“. Dies hätte sich auch darin gezeigt, dass wichtige Repräsentanten wie Erich Ludendorff und Kuno von Westarp fluchtartig Deutschland verließen. Der Ingenieur der Kieler Germaniawerft Nicolaus Andersen notierte am 18. November 1918 in sein Tagebuch:
„Tirpitz nach der Schweiz in aller Stille. Die Halunken verdrücken sich.“
Den Ausdruck „Halunken“ nutzt er wiederholt für die Führer der Alldeutschen und der Deutschnationalen Volkspartei. Fünf Tage später schrieb er, anlässlich groß aufgemachter Artikel in verschiedenen Tageszeitungen:
„Die Bestätigung der Tatsache, dass wir von Ludendorff und Tirpitz jahrelang mit falschen Zahlen und Versprechungen hingehalten worden sind, erregt große Erbitterung.“
Doch die Revolutionäre machten keine Anstalten, die Verantwortlichen für die annexionistischen Bestrebungen, die Kriegsverlängerung, für die verpassten Gelegenheiten, einen günstigen Frieden zu schließen, und für das Hineinziehen der USA in den Krieg zur Rechenschaft zu ziehen. Fischer-Baling führt dies darauf zurück, dass der militaristische Geist in Deutschland völlig ausgelöscht schien: „Man wollte den Toten nicht noch Fußtritte geben.“ Diese Ansicht wird u. a. durch einen der Führer des Kieler Matrosenaufstands, Lothar Popp unterstützt. Er sagte 1978 in einem Interview:
„Die Leute hatten die Nase von Gewalt so voll […] In den Warenhäusern haben sie die ganzen Kriegsspielsachen weggeworfen. Die ganze Welt wollte keinen Krieg mehr.“
Als die Geflohenen jedoch merkten, dass sie weder Rache noch Strafe befürchten mussten, kamen sie zurück und erhoben ihrerseits, je sicherer sie sich fühlten, umso schwerere Vorwürfe nicht nur gegen die Revolution und ihre Repräsentanten, sondern auch gegen die führenden Autoritäten der Weimarer Republik. Philipp Scheidemann hatte im Frühjahr 1919 Ludendorff in einem Nebensatz einen „Genialen Hasardeur“ genannt, was dieser in einem offenen Schreiben mit der Forderung nach Einsetzung eines Strafgerichtshofs zur Prüfung der gegen ihn gerichteten Vorwürfe konterte. Dabei distanzierte er sich wahrheitswidrig von der Verantwortung für das deutsche Waffenstillstandsgesuch und schob diese der damals neu auf demokratischer Grundlage gebildeten Regierung zu.
Justizminister Otto Landsberg von der SPD stellte am 12. März 1919 einen Gesetzentwurf zur Einrichtung eines Strafgerichtshofs zur Diskussion. Doch obwohl Ludendorff, Falkenhayn und andere diesen Gerichtshof gefordert hatten, sprachen sich die Rechten in der Nationalversammlung dagegen aus. Auch die Regierungskoalition fühlte sich inzwischen in eine eher defensive Rolle gedrängt und hielt schließlich dieses Vorgehen nicht mehr für opportun. Fischer-Baling kommentierte in einem 1954 erschienenen Aufsatz: „So unsicher war das Selbstbewusstsein der Revolution schon geworden, dass sie sich als Richterin aufzutreten nicht getraute.“ Es wurde argumentiert, dass es mehr auf die Feststellung der Tatsachen ankäme, und dass die gesunde öffentliche Meinung dann „die reaktionäre Lüge austilgen“ würde.
Einen großen Anteil an diesem schwindenden Selbstbewusstsein hatte aber die Regierungskoalition selbst. Im November 1918 während und kurz nach der Revolution suchten die neuen Führer, insbesondere die der USPD, die Kriegsschuld auf der deutschen Seite, um so dem In- und Ausland zu zeigen, dass man völlig mit dem Militarismus gebrochen habe. Doch im weiteren Verlauf sahen die Führer der MSPD in dieser Sichtweise vor allem Nachteile bei den anstehenden Friedensverhandlungen. Der am 28. Juni 1919 unterzeichnete Friedensvertrag von Versailles gab der Diskussion eine neue Wendung, indem der Kriegsschuldartikel (Artikel 231) als Grundlage für die auferlegten Lasten festgelegt wurde. Um sich dem zu entziehen und den Vertrag anzufechten (allgemein wurde von „revidieren“ gesprochen), versuchte die deutsche Regierung den Kriegsschuldartikel als sachlich falsch darzustellen. Dies führte zu einer „staatlichen Förderung und hochgradigen Institutionalisierung“ der Kriegsschuld- und Revisionspropaganda. So gründete bzw. finanzierte zum Beispiel das Auswärtige Amt die Zentralstelle für Erforschung der Kriegsursachen und den Arbeitsausschuss Deutscher Verbände. „Ihre unzweifelhaft apologetische (rechtfertigende) Tendenz trug zur Idealisierung des Kaiserreiches bei und bot somit der antirepublikanischen und antidemokratischen Rechten willkommene Ansatzpunkte für ihre Agitation.“ Es bildete sich ein nationaler Konsens in der Abwehr jedweder Art von deutschen Schuldeingeständnissen heraus. Der republikanische Neubeginn wurde damit laut Niedhart verpasst. Der Revisionismus ging „auf Kosten der innenpolitischen Verfassung“ (Michael Salewski).

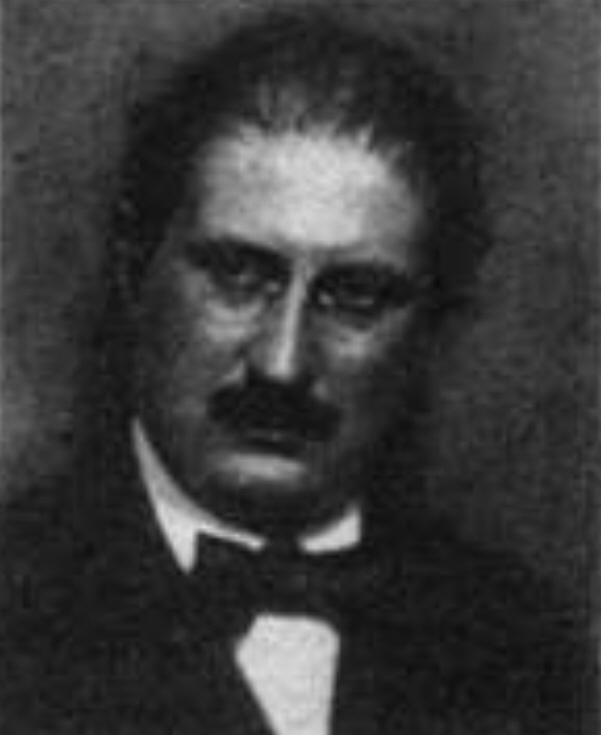
Hugo Sinzheimer, Berichterstatter zum Untersuchungsausschuss im Reichstag

Die ursprüngliche Stoßrichtung gegen den Krieg und deren Verursacher erweiterte sich um die Frage der Schuld an der Niederlage Deutschlands. Diese letztere Frage hatte einen deutlich republik-kritischen Unterton. Statt einen Staatsgerichtshof mit der Klärung dieser Frage zu beauftragen, einigte man sich auf die Einsetzung eines Untersuchungsausschusses. Auf der 84. Sitzung der Nationalversammlung am 20. August 1919 wurde ein entsprechender Beschluss gefasst. Dieser Beschluss wurde ermöglicht durch Artikel 34 der neuen Verfassung der Weimarer Republik. Danach waren die Ausschüsse berechtigt in öffentlicher Verhandlung die Beweise zu erheben, die sie oder die Antragsteller für erforderlich erachteten. Die Öffentlichkeit konnte vom Untersuchungsausschuss mit Zweidrittelmehrheit ausgeschlossen werden. Die Gerichte und Verwaltungsbehörden waren verpflichtet, „dem Ersuchen dieser Ausschüsse um Beweiserhebungen Folge zu leisten; die Akten der Behörden waren auf Verlangen vorzulegen“. Auf die (Beweis-)Erhebungen der Untersuchungsausschüsse und „der von ihnen ersuchten Behörden“ fanden die Vorschriften der seinerzeit gültigen Strafprozessordnung sinngemäße Anwendung. Das Verfahren der Untersuchungsausschüsse wurde nicht durch die Geschäftsordnung des Reichstags geregelt, sondern durch den von der Nationalversammlung beschlossenen und fortgeltenden Arbeitsplan für Untersuchungsausschüsse vom 16. Oktober 1919.
Der Ausschuss erhielt keinen Namen, man könnte ihn jedoch nach der Aufgabenstellung bezeichnen, die vom Berichterstatter Hugo Sinzheimer so formuliert wurde: „Untersuchungsausschuss für die Vorgänge, die zum Ausbruch, zur Verlängerung und zum Verlust des Krieges geführt haben“. Eugen Fischer-Baling nannte ihn später „Untersuchungsausschuss für die Schuldfragen des Ersten Weltkrieges“. Manchmal wurde er auch einfach „Untersuchungsausschuss für die Schuldfragen“ genannt. Er erhielt die Nummer 15. Da er mit den Wahlperioden jeweils neu gebildet wurde, änderte sich auch die Nummer: In der Periode 1920–1924 erhielt er die Nummer 12, in der Periode 1924 die 19, und in der Periode 1924–1925 die 20.
In dem Beschluss der Nationalversammlung erhielt der Ausschuss die Aufgabe, „durch Erhebung aller Beweise festzustellen:
1. welche Vorgänge zum Ausbruch des Krieges geführt, seine Verlängerung veranlasst und seinen Verlust herbeigeführt haben, insbesondere:
2. welche Möglichkeiten sich im Verlauf des Krieges geboten haben, zu Friedensbesprechungen zu gelangen, und ob solche Möglichkeiten ohne die erforderliche Sorgfalt behandelt worden sind;
3. ob im Verkehr der politischen Stellen der Reichsleitung unter sich, zwischen der politischen und militärischen Leitung und mit der Volksvertretung oder deren Vertrauensmännern Treue und Glauben gewahrt worden sind;
4. ob in der militärischen und wirtschaftlichen Kriegführung Maßnahmen angeordnet oder geduldet worden sind, die Vorschriften des Völkerrechts verletzt haben oder über die militärische und wirtschaftliche Notwendigkeit hinaus grausam und hart waren.“[18][19]

Sinzheimer gab bei seiner Berichterstattung seiner Überzeugung Ausdruck, dass die Untersuchungsergebnisse im Falle eines persönlichen Verschuldens die Grundlage für ein Urteil des Staatsgerichtshofes bilden würden und damit die individuell Schuldigen vom gesamten deutschen Volk abtrennen und so der Kollektivschuldthese des „feindlichen Auslandes“ entgegentreten zu können.
Der Untersuchungsausschuss konstituierte sich einen Tag später am 21. August 1919. Er hatte das Recht, jeden Deutschen zur Vernehmung vorzuladen, und in sämtliche Akten der Behörden Einsicht zu nehmen. Die Vorgeladenen wurden meist als Auskunftspersonen bezeichnet, sie standen irgendwo zwischen Angeklagten und Zeugen. Es waren keine Verteidiger bestellt. Das Verfahren im Untersuchungsausschuss sollte sich dem des Strafprozesses anpassen.

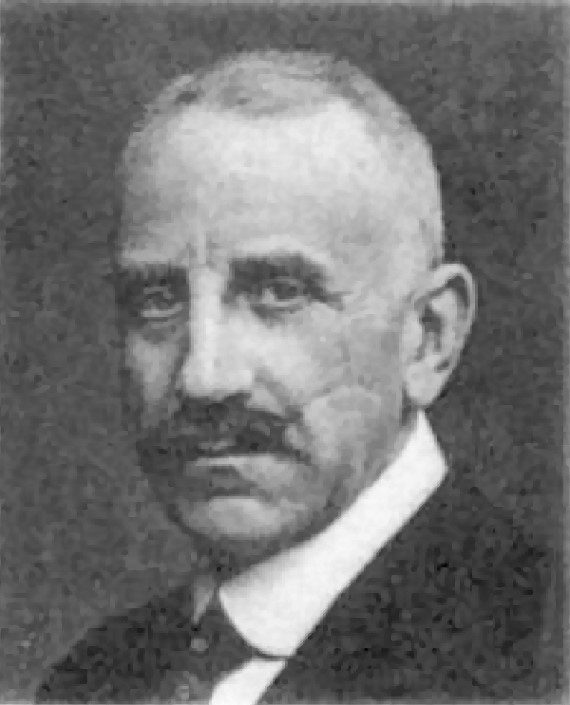
Carl Wilhelm Petersen, Vorsitzender des Untersuchungsausschusses

Erster Vorsitzender wurde der Hamburger Senator Carl Wilhelm Petersen von der Deutschen Demokratischen Partei (DDP), später Walther Schücking, ebenfalls DDP, sowie in der Endphase Johannes Bell vom Zentrum. Zum Geschäftsführer wurde zunächst Ludwig Herz, der kurz darauf durch Eugen Fischer-Baling ersetzt wurde, bestellt. Letzterer war zeitweilig ebenfalls Mitglied der DDP.

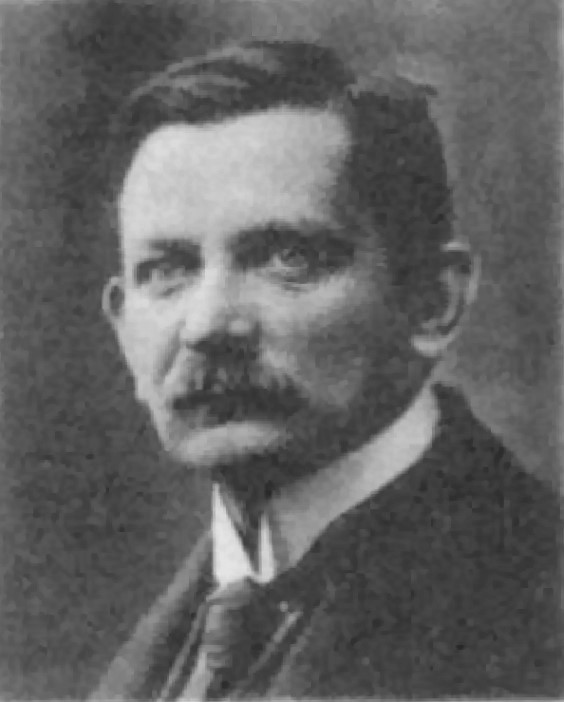
Walther Schücking, Nachfolger von Petersen als Vorsitzender des Untersuchungsausschusses

## Mitglieder
Der Ausschuss war entsprechend der Sitzverteilung in der Nationalversammlung bzw. im Reichstag besetzt. Die Mitglieder und ihre Mitarbeiter wechselten daher in den einzelnen Wahlperioden.

## Aufgaben und Struktur des Untersuchungsausschusses
Am 14. Oktober 1919 konnte der Vorsitzende Carl Petersen dem Parlament eine Zielrichtung, eine vorläufige Stoffgliederung und einen zugehörigen Arbeitsplan als erstes Ergebnis der Beratungen des Untersuchungsausschusses vorlegen. Dabei lag das Schwergewicht auf den in Deutschland seit dem Herbst 1918 kontrovers diskutierten Fragen:
1. Aufklärung der Vorgänge, die im Juli 1914 als Folge des Attentats in Sarajewo zum Ausbruch des Krieges geführt haben;
2. Aufklärung sämtlicher Möglichkeiten, zu Friedensbesprechungen zu gelangen, und Aufklärung der Gründe, die solche Möglichkeiten oder dahingehende Pläne und Beschlüsse deutscherseits zum Scheitern gebracht haben bzw. wenn Besprechungen stattgefunden haben; aus welchen Gründen solche Besprechungen erfolglos blieben;
3. Aufklärung über kriegerische Maßnahmen, die völkerrechtlich verboten waren oder, ohne dass sie völkerrechtlich verboten waren, doch unverhältnismäßig grausam oder hart waren;
4. Aufklärung über die wirtschaftlichen Kriegsmaßnahmen an der Front, im besetzten Gebiet, die völkerrechtswidrig waren oder deren Durchführung ohne einen besonderen militärischen Vorteil zu versprechen, eine für die betreffende Bevölkerung und deren Land nicht zu rechtfertigende Härte mit sich bringen mussten.

Interessanterweise taucht der noch im ursprünglichen Beschluss des Parlaments formulierte Themenkomplex Schuld an der Niederlage (Verlust des Krieges) hier nicht mehr auf.
Bereits in der zweiten Sitzung am 30. September 1919 waren entsprechend der genannten Fragen vier Unterausschüsse mit je sechs bis acht Mitgliedern als Träger der eigentlichen Arbeit gebildet worden. Jeder Unterausschuss besaß die vollen Rechte eines selbstständigen Untersuchungsausschusses. Unter dem Generalsekretär Fischer-Baling wurde ein Büro mit vier wissenschaftlich gebildeten Sekretären eingerichtet. Die Sekretäre hatten die Untersuchungsmethoden auszuarbeiten, die Akten aus den Archiven in den Ministerien zu besorgen, Literatur zur Verfügung zu stellen und die Post zu bearbeiten. Sie waren auch für die Vorbereitung der Zeugenvernehmungen zuständig. Dadurch gewannen sie einen erheblichen Einfluss auf die Untersuchungen.
Jeder Unterausschuss hatte seine Ergebnisse dem Gesamtausschuss vorzulegen, der sie dann an den Reichstag weiterleitete. Der Gesamtausschuss sollte eigentlich die wichtigsten Entscheidungen, wie etwa die Auswahl der Zeugen oder Sachverständigen, treffen, nahm jedoch meistens die Vorlagen aus den Unterausschüssen diskussionslos an, und griff somit kaum in deren Arbeit ein. Er begnügte sich mit einer koordinierenden Rolle.
Der Vorsitz im Gesamtausschuss und in den Unterausschüssen wurde nach einer Vermutung Fischer-Balings entsprechend einem im Ältestenrat beschlossenen Verteilungsschlüssel an die verschiedenen Parteien vergeben:
- Vorsitz Gesamtausschuss – Deutsche Demokratische Partei
- Vorsitz erster Unterausschuss – Sozialdemokratische Partei Deutschlands
- Vorsitz zweiter Unterausschuss – Deutschnationale Volkspartei, Deutsche Demokratische Partei, Sozialdemokratische Partei Deutschlands
- Vorsitz dritter Unterausschuss – Deutsche Zentrumspartei
- Vorsitz vierter Unterausschuss – hauptsächlich Deutschnationale Volkspartei

Die Ziele wurden im Laufe der Zeit konkretisiert und teilweise erweitert oder eingegrenzt. Die Unterausschüsse konzentrierten ihre Untersuchungen jedoch größtenteils auf Einzelfragen, um die Verhandlungen nicht ausufern zu lassen.
Der erste Unterausschusses wandte sich zunächst der unmittelbaren Vorgeschichte des Weltkriegs zu, entschloss sich jedoch schon bald, auch die weitere Vorgeschichte des Krieges mit einzubeziehen, wollte sich dabei aber auf die großen Linien in der Politik der Großmächte ab 1870 konzentrieren.

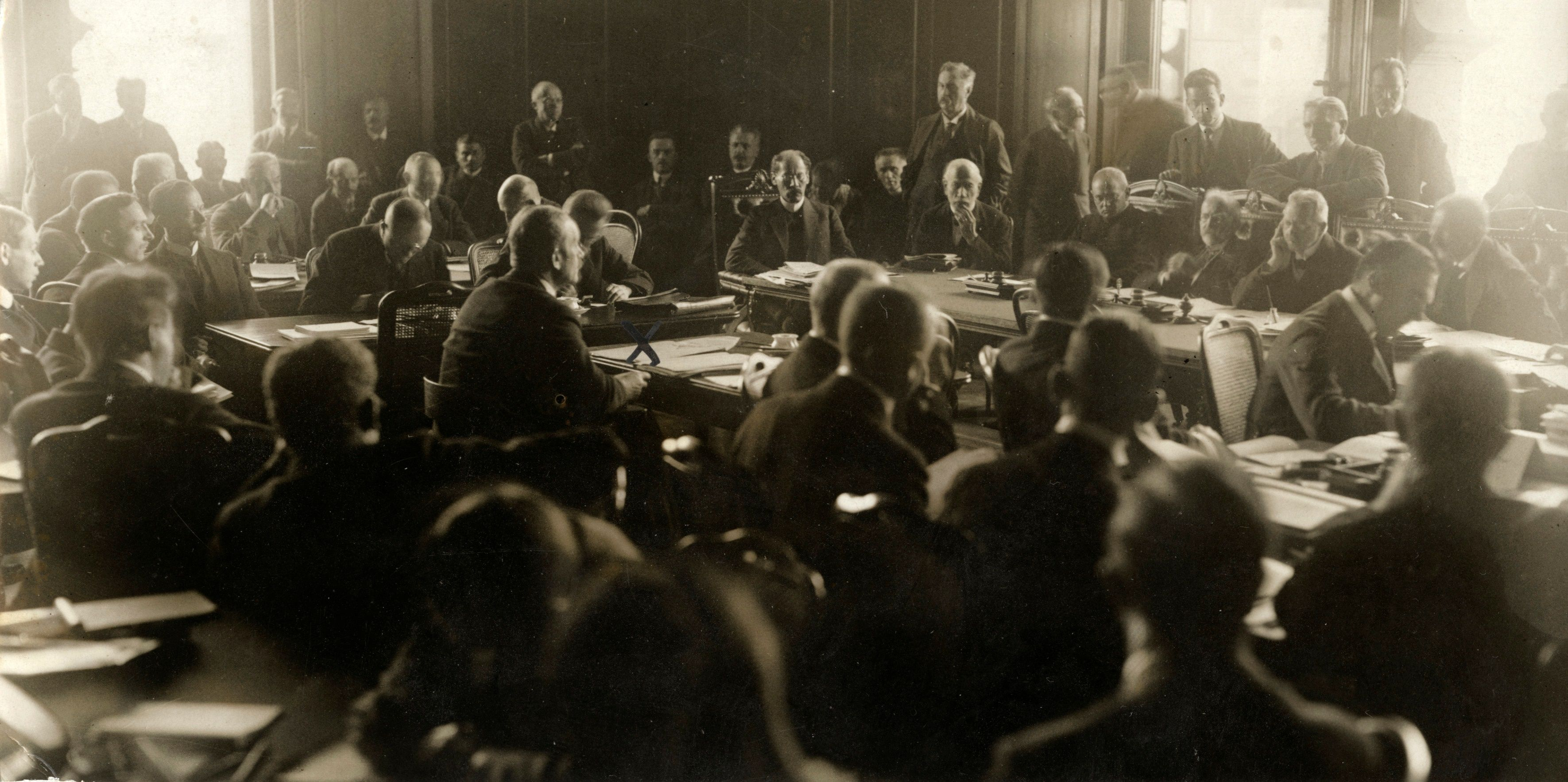
Befragung Graf Johann Heinrich von Bernstorffs, Kaiserlicher Botschafter in den USA 1908–1917

Der zweite Unterausschuss, der sich mit den Ursachen und Hintergründen der gescheiterten Friedensmöglichkeit zu beschäftigen hatte, konzentrierte sich u. a. auf folgende Themen: Die Friedensaktion des amerikanischen Präsidenten Wilson der Jahre 1916/17, die Friedensvermittlungsaktion Papst Benedikts XV. im Sommer 1917, Friedensfühler nach Frankreich und Belgien sowie Friedensmöglichkeiten mit Russland und Japan.
Für den dritten und vierten Unterausschuss erwies es sich als schwierig, militärische und wirtschaftliche Völkerrechtsverletzungen voneinander zu trennen. Nach der langwierigen Anlaufphase einigten sich die beiden Unterausschüsse am 8. März 1920 darauf, dass der dritte „die Behandlung sämtlicher zur Untersuchung anstehender Völkerrechtsverletzungen“ übernahm und der vierte die „Verantwortung für den militärischen und politischen Zusammenbruch im Herbst 1918“ klären sollte. Dass erst jetzt die bei der Etablierung des Untersuchungsausschusses formulierte Thematik der „Schuld am Verlust des Krieges“ wieder aufgegriffen wurde, mag dem erhöhten Rechtfertigungsdruck der demokratischen und republikanischen Kräfte am Vorabend des Kapp-Putsches geschuldet sein.
Somit beschäftigte sich nun der dritte Unterausschuss u. a. mit der Zwangsüberführung belgischer Arbeiter nach Deutschland, dem Gaskrieg, dem Wirtschaftskrieg und der Verletzung der Neutralität Griechenlands.
Der vierte Unterausschuss bearbeitete ab November 1920 die Fragen der Entstehung, Durchführung und des Zusammenbruchs der Offensive im Jahre 1918, der Missstände im Heer, sowie der wirtschaftlichen, sozialen, sittlichen Missstände in der Heimat und deren Rückwirkung auf Heer und Marine. Einen Monat später wurde auch die Frage, inwieweit innenpolitische Vorgänge und propagandistische Einwirkungen (revolutionäre und annexionistische) zersetzend gewirkt haben, in das Arbeitsprogramm aufgenommen.

## Schwierigkeiten bei der Arbeit der Ausschüsse
Die Arbeit war sehr zeitaufwendig. Viele Abgeordnete waren noch in anderen Gremien, auch außerhalb des Parlaments, vertreten. Hinzu kam die politisch unruhige Zeit, insbesondere im ersten Jahr. Im Juni 1920 wurde der erste ordentliche Reichstag nach der neuen Verfassung gewählt. Vier Jahre später folgten zwei Wahlen und schließlich noch jeweils eine 1928 und 1930. Das verursachte wochen- bis monatelange Unterbrechungen und Verzögerungen der Arbeit. Auch die komplizierte Aufgabenstellung machte eine langwierige Ausformulierung und Abgrenzung der konkreten Fragen nötig. Umfangreiche Gutachten mussten in Auftrag gegeben und geprüft werden. Die Beschaffung von Akten nahm viel Zeit in Anspruch. Darüber hinaus verschob sich der Mehrheitswille mehr und mehr auf die Seite derjenigen politischen Kräfte, „die an einer rückhaltlosen und öffentlichen Aufklärung kein Interesse hatten.“
Die Sekretäre hatten für die Ausschüsse die Auswahl von Literatur und Sachverständigen zu treffen, sie hatten die Untersuchungsmethoden auszuarbeiten, die Zeugenvernehmung vorzubereiten sowie die Aktenbeschaffung und Verwertung zu übernehmen. Sie gewannen erheblichen Einfluss auf die von ihnen betreuten Untersuchungen. Es handelte sich bei ihnen im Wesentlichen um im Kaiserreich ausgebildete Beamte. In ihren Rechten waren sie den Abgeordneten gleichgestellt, sie konnten bei den Akten eine Vorauswahl treffen, die Herausgabe, verzögern oder die Akten als geheimes Material einstufen, und damit eine Veröffentlichung durch den Ausschuss unterbinden. Fischer-Baling hat jedoch keine Zweifel, dass den Ausschussmitgliedern alles Material vorgelegt wurde, dazu war die „amtliche Korrektheit […] viel zu tief eingewurzelt.“ Damit steht er allerdings im Widerspruch zu den Ergebnissen Hahlwegs, dass in umschriebener Aussage von Mitgliedern des zweiten Unterausschusses festgestellt worden sei, dass besonders bedenkliche Schriftstücke zurückgehalten worden seien. Auch im vierten Unterausschuss wurde den Abgeordneten das Kriegstagebuch der Seekriegsleitung vorenthalten (s. u.).
Die Ministerien stellten dem Ausschuss Beamte und Militärs zur Verfügung, die den Parlamentariern die Orientierung in den Archiven erleichtern sollten und ihnen Hintergrundinformationen liefern sollten. Diese entwickelten sich im Laufe der Zeit zu Zensurstellen, die die Veröffentlichung unangenehmer Details unterbanden. Heinemann kommt zu dem Schluss, dass „der Ausschuss noch ehe die Untersuchungen recht begonnen hatten, mit schwerwiegenden Einlassungen und Bedenken der Exekutive konfrontiert“ wurde, die sich im weiteren Verlauf noch verstärkten.
Welche Auswirkung diese Gemengelage aus Revisionspropaganda, (mangelnder) Vorbereitung der Zeugen/Auskunftspersonen-Befragung durch die Sekretäre, zensierte/verschleppte Akteneinsicht etc. haben konnte, zeigte sich bei den ersten öffentlichen Unterausschuss-Sitzungen, die am 21. Oktober 1919 unter reger Beteiligung der nationalen und internationalen Presse begannen. Es handelte sich um den zweiten Unterausschuss, der die gescheiterten Friedensmöglichkeiten aufklären sollte. Er wurde von einem Vertreter der Deutschnationalen Volkspartei (Fritz Warmuth) geleitet. Unter anderen war der ehemalige Vizekanzler Karl Helfferich geladen, dem Gelegenheit gegeben wurde, die große Bühne zu nutzen, um die Demokraten und Republikaner als die eigentlichen Schuldigen an der Niederlage im Ersten Weltkrieg zu diffamieren. Im November 1919 erschienen Hindenburg und Ludendorff vor dem Ausschuss. Insbesondere Ersterer wurde mit serviler Untertänigkeit im Ausschuss empfangen. Hindenburg verschärfte die Vorwürfe noch weiter und behauptete, die deutsche Armee sei von hinten erdolcht worden. Heinemann spricht von einer öffentlichkeitswirksamen Inauguration der Dolchstoßlegende.
Fischer-Baling kommentierte mit Blick auf den DNVP-Ausschussvorsitzenden: Ein schlimmerer Regiefehler war nicht denkbar als die Bestellung eines Gegners der Revolution zum ersten Wortführer des revolutionären Quasi-Tribunals. Die Ausschüsse tagten daraufhin nicht mehr öffentlich und fanden immer weniger Beachtung bei der Bevölkerung.

## Untersuchungen und Ergebnisse
Es war zu erwarten, dass gerade die Verantwortlichen im Kaiserreich versuchen würden, ihre Fehler zu verdecken und zu bestreiten. Der Ausschuss versuchte deshalb auch die damaligen Gegner zu Wort kommen zu lassen und die kontroversen Aussagen anhand der Aktenlage zu beurteilen, oft unterstützt durch Gutachten.
Während die formulierten Ergebnisse verschiedentlich das Resultat zweifelhafter Kompromisse unter den Ausschussmitgliedern waren, brachten die Untersuchungen, Gutachten und Dispute in den Unterausschüssen wichtige Erkenntnisse ans Licht, deren Erschließung bis heute noch keineswegs umfassend erfolgt ist.

### Erster Unterausschuss (Kriegsausbruch)
Fischer-Baling sieht die Frage nach der Vorgeschichte des Krieges als das größte Thema des Untersuchungsausschusses an. Dieser Unterausschuss erbrachte jedoch nach seiner Einschätzung öffentlich die geringsten Leistungen. Das hoch gesteckte Ziel, das „erste autoritative Werk über die Vorgeschichte des Krieges von deutscher Seite“ vorzulegen, konnte nicht eingehalten werden. Insbesondere ging es um die Frage, ob Deutschland und seine Verbündeten den Alliierten den Krieg aufgezwungen hätten.
Dazu untersuchte der Unterausschuss die Bestimmungen der verschiedenen Bündnisverträge. Eine Zusammenfassung der Ergebnisse konnte trotz einiger Verzögerungen begonnen werden. Hätte der Unterausschuss noch ein Jahr mehr Zeit gehabt, hätten die Ergebnisse dem Reichstag vorgelegt werden können, und diese wären nach Fischer-Baling für die Volksaufklärung geeignet gewesen. Doch nach ihrem Wahlsieg im Juli 1933 verhinderten die Nationalsozialisten die Wiedereinsetzung des gesamten Ausschusses und untersagten eine Veröffentlichung. Der Hauptteil der Dokumentation der Arbeit ist schließlich im Zweiten Weltkrieg verbrannt.
Zur Entschließung konnten nur die Haager Friedenskonferenzen von 1899 und 1907 und der Komplex „Militärische Rüstung und Mobilmachung“ gebracht werden. Zwei Gutachten konnten vorgelegt werden: das von Hermann Lutz über die deutsche Politik nach dem Attentat von Sarajewo sowie ein Gutachten über die deutsche Haltung auf den Haager Friedenskonferenzen.
Vor allem „die andauernde Intervention des Auswärtigen Amtes“ verzögerte die Ausschussarbeit erheblich. Das Amt unterband die Veröffentlichung von vier Gutachten namhafter Sachverständigen, zu denen auch der Rechtshistoriker Hermann Kantorowicz gehörte. Dieser kam nach eingehenden Untersuchungen der Akten zu dem Schluss, dass Deutschland eine Mitschuld am Ausbruch des Krieges hatte. Dies widersprach der offiziellen Linie. Kantorowicz’ Gutachten konnte erst 1967 von Imanuel Geiss herausgegeben werden.

### Zweiter Unterausschuss (Versäumte Friedensmöglichkeiten)
Der Themenkomplex der nicht genutzten Friedensmöglichkeiten während des Krieges wurde kurz nach Abschluss des Versailler Vertrages in der ganzen Weimarer Republik heftig diskutiert. Doch auch in diesem Unterausschuss gelang es dem Auswärtigen Amt „die Ausschußarbeit in eine bürokratisch gelenkte, quasi geheime Untersuchung zu transformieren.“ Der Widerstand der Parlamentarier war zu gering. So wurden nur die Komplexe über die Wilson-Aktion, den päpstlichen Friedensappell, die gescheiterten deutsch-belgisch-französischen Kontakte und die deutsch-amerikanischen Friedensgespräche des Frühjahrs 1918 zum Abschluss gebracht.
Fischer-Baling sieht die Bearbeitung der Friedensaktion Wilsons 1916/17 als das zweitgrößte Thema des Untersuchungsausschusses an. Berichterstatter war Prof. Hugo Sinzheimer. Vorgeladen wurden der frühere Reichskanzler Bethmann Hollweg, der frühere Staatssekretär des Auswärtigen (‚Außenminister‘) Zimmermann sowie Hindenburg und Ludendorff. Es zeigte sich laut Fischer-Baling, dass die verantwortlichen Politiker den Frieden, zu dem Wilson die Bahn freimachen wollte, als Rettung erkannt hatten, dass sie aber nicht danach greifen durften, weil die Heeresleitung unter Hindenburg und Ludendorff es nicht erlaubte. Stattdessen sorgte die militärische Führung durch die Wiederaufnahme des uneingeschränkten U-Boot-Kriegs für den Kriegseintritt der USA auf Seiten der Entente und besiegelte damit die Niederlage Deutschlands. Fischer-Baling sieht die Verantwortung des damaligen Reichskanzlers Bethmann Hollweg darin, dass sich dieser nicht dem Vabanquespiel durch seine Rücktritts-Drohung widersetzte. Trotz dieser weitreichenden Erkenntnisse verständigte sich der Unterausschuss lediglich auf das Ergebnis, dass „eine wichtige Friedensmöglichkeit nicht mit der gebotenen Sorgfalt behandelt worden war.“ Da nach dem oben geschilderten Eklat die Ausschüsse inzwischen nicht mehr öffentlich tagten, fanden diese Ergebnisse in der Bevölkerung kaum noch Beachtung.
Etwas anders verhielt es sich nur mit der Behandlung des päpstlichen Friedensappells Benedikt XV vom Sommer 1917. Nach Fischer-Baling zeigten die entsprechenden Untersuchungen des Ausschusses, dass, obwohl der Papst zur Eile riet, weil die zum Frieden geneigte Stimmung in England bald wieder kippen könnte, sich der damalige Staatssekretär des deutschen Auswärtigen Amts Richard von Kühlmann betont Zeit ließ. Er stand unter dem Druck der Obersten Heeresleitung, die sich dagegen sperrte, in die Vorbedingung – Verzicht auf die Annexion Belgiens – einzuwilligen. Der Unterausschuss kam zu dem wiederum stark verwässerten Ergebnis, dass Fehler in der formellen Behandlung jenes Vermittlungsversuches gemacht wurden, was allerdings nicht ausschlaggebend für das Scheitern der Aktion gewesen sei. Dies publizierten am 3. September 1922 alle großen Zeitungen und lösten damit eine größere Diskussion in der Öffentlichkeit aus. Insbesondere sozialdemokratische Publikationen waren mit dem Ergebnis unzufrieden, da sie den Vermittlungsversuch des Papstes als große vergebene Möglichkeit des Friedens sahen und Scheidemann damals über die Dringlichkeit der Lage nicht informiert worden war. Aber auch hier sorgte wieder das Auswärtige Amt dafür, dass die Akten und Verhandlungsprotokolle nicht veröffentlicht und somit eine konstruktive, öffentliche Diskussion verhindert wurde.
Eine Sondierung, die der Offizier Hans von Haeften mit Angehörigen der amerikanischen Gesandtschaft in Den Haag durchführte, ergab, dass die Entente unter der Drohung des deutschen Angriffs (nach dem Frieden von Brest-Litowsk waren große Verbände an die Westfront verlegt worden) zu einem Frieden bereit wäre, unter der Bedingung der Rückgabe Belgiens und eines Teils von Elsass-Lothringen. Haeften meldete dies Ludendorff. Doch ohne die Regierung ins Bild zu setzen befahl Ludendorff den Angriff. Er hielt diese Möglichkeit, zu einem günstigen Frieden zu kommen, vor der Regierung geheim, offenbar um seine geplante Frühjahrsoffensive nicht zu gefährden. Der Unterausschuss kam zu dem nur schwer erklärbaren Entschluss, dass die Schuld nicht auf deutscher Seite gelegen habe, sondern, dass die amerikanischen Forderungen unannehmbar gewesen seien. Es fehlte ebenfalls der nötige Mut für eine klare Entschließung gegen die Bestrebungen der Exekutive.
Der Frieden von Brest-Litowsk hatte der Friedensbewegung in Deutschland und Österreich-Ungarn großen Aufschwung gegeben, weil er gerade in der Arbeiterbewegung als Zeichen gedeutet wurde, dass die Mittelmächte keinen Verteidigungskrieg, sondern einen Eroberungskrieg führen würden. Die Parlamentarier unterließen es, das vom Ausschussbüro vorbereitete umfangreiche Aktenmaterial zu analysieren. Jedoch nahmen die später zum vierten Unterausschuss gewechselten Abgeordneten Ludwig Quessel (SPD) und Frhr. Werner von Rheinbaben (DVP) dort Stellung zum Vertragswerk gestützt auf das Aktenmaterial.
Insgesamt wird bei diesem Unterausschuss die Einflussnahme der Weimarer Regierungskoalition, die – entsprechend ihrer Linie gegen den Versailler Schuldartikel – Eingeständnisse deutscher Schuld verhindern wollte, sehr deutlich. Dennoch bieten die Verhandlungen des Ausschusses wichtiges und interessantes Material zur Beleuchtung der damaligen Vorgänge. Leider konnte vieles auf Druck des Auswärtigen Amtes nicht veröffentlicht werden, und Fischer-Baling nahm an, dass im Zweiten Weltkrieg vieles verbrannt sei. Jedoch gelang es Hahlweg die umfangreichen Aktenbestände des zweiten Unterausschusses im Politischen Archiv des Auswärtigen Amtes (damals in Bonn) wiederzuentdecken.
Im Jahr 1920 veröffentlichte die Deutsche Nationalversammlung den Sonderband: Beilagen zu den Stenographischen Berichten über die öffentlichen Verhandlungen des Untersuchungsausschusses. Bericht des zweiten Unterausschusses des Untersuchungsausschusses über die Friedensaktion Wilsons 1916/17.
Im Jahr 1971 gab Werner Hahlweg den bis dahin unveröffentlichten Band aus dem Werk des Untersuchungsausschusses Der Friede von Brest-Litowsk heraus. Im Anhang listet er die o. g. Akten auf, die fast sämtlich als „Geheim!“ eingestuft waren.
Im Jahr 1974 gab Wolfgang Steglich einen Band über Die Verhandlungen des 2. Unterausschusses des Parlamentarischen Untersuchungsausschusses über die päpstliche Friedensaktion von 1917. Aufzeichnungen und Vernehmungsprotokolle. heraus.

### Dritter Unterausschuss (Völkerrechtsverletzungen)
Von der Öffentlichkeit mehr beachtet wurden die Ergebnisse des dritten Unterausschusses, der sich im Zusammenhang mit den Leipziger Prozessen mit möglichen Völkerrechtsverletzungen im Ersten Weltkrieg befasste. Die Erwartungen an den Ausschuss betrafen die Klärung solcher Fragen, wie die Verletzung der belgischen Neutralität (Rape of Belgium), die so bezeichneten Strafaktionen der deutschen Armee in Loewen und Dinant, die Behandlung der Besatzungen torpedierter Schiffe, die Deportation belgischer Arbeiter und die Verwüstungen bei den Rückzügen. Die Ausschussmitglieder wollten allerdings neben der Aufklärung auch im Hinblick auf die Strafbestimmungen des Versailler Vertrags, die eine öffentliche Anklage gegen den ehemaligen deutschen Kaiser Wilhelm II. vor einem besonderen alliierten Gerichtshof und die Auslieferung weiterer vermeintlicher Kriegsverbrecher an die Alliierten vorsahen, „Denkanstöße für die Konzeption neuer zeitgemäßer völkerrechtlicher Regelungen liefern“. Aber auch dieser Unterausschuss hatte mit den Behörden zu kämpfen, die befürchteten, dass eine Fülle geheim gehaltener Details ans Licht kommen könnte und damit den bereits sinkenden Druck auf Auslieferung von Kriegsverbrechern wieder ansteigen lassen könnte.
Bei diesem Unterausschuss beeinflussten Beamte die Arbeit sogar direkt, indem sie an der Arbeit der Sachverständigen beteiligt wurden. Überdies konnte das Auswärtige Amt den Ministerialdirektor a. D. Johannes Kriege zum Sachverständigen ernennen lassen, der als oberster Ratgeber an den zu untersuchenden Entschlüssen und Handlungen der deutschen Regierung fast ohne Ausnahme mitgewirkt hatte. Damit wurde nun versucht, Völkerrechtsverletzungen der deutschen Regierung zu verneinen und den Kriegsgegnern zuzuschieben.
Die Frage der Verletzung der belgischen Neutralität wurde verschleppt und letztlich nicht zum Entschluss gebracht. Die meisten Ausschussmitglieder deuteten den gegen die Prisenordnung verstoßenden uneingeschränkten U-Boot-Krieg als legitime Antwort auf die völkerrechtswidrige Blockade Deutschlands durch England, oder sie sahen die Zwangsüberführung belgischer Arbeiter nach Deutschland durch die Haager Landkriegsordnung gedeckt, während bei der ähnlich gelagerten Verschleppung von Bewohnern Elsaß-Lothringens nach Frankreich klare Völkerrechtsverstöße festgestellt wurden.
Dass der dritte Unterausschuss gänzlich seinen im Hinblick auf das damals anerkannte Kriegsvölkerrecht revolutionären Ursprung verlor, aus dem er geboren wurde, zeigte sich auch bei der Beurteilung der verursachten Zerstörungen des deutschen Heeres beim Rückzug aus Frankreich und Belgien. Obwohl in den Archivalien des Ausschussbüros ein vom Auswärtigen Amt erstelltes Gutachten enthalten war, welches besagte, dass solche Zerstörungen „gänzlich sinn- und zwecklos waren“, kamen die Parlamentarier zu dem Schluss, dass es sich um Maßnahmen unter rein militärischen Gesichtspunkten handelte, die durch den Artikel 23 der Haager Landkriegsordnung gedeckt seien.
Der dritte Unterausschuss legte 1927 sein Ergebnis dem Reichstag in Form einer fünfbändigen Arbeit vor.

### Vierter Unterausschuss (Ursachen des Zusammenbruchs)
Neben dem zweiten Unterausschuss erregte der vierte Unterausschuss am meisten öffentliche Aufmerksamkeit. Er hatte den schwierigsten Auftrag und hätte die Dolchstoßlegende endgültig als Lügenpropaganda interessierter Kreise entlarven können. Jedoch war diese Frage erst auf Druck der reaktionären Kräfte in der Weimarer Republik in die Untersuchungen aufgenommen worden (nachdem sie in dem Beschluss der Nationalversammlung schon einmal kurz Erwähnung gefunden hatte). Auch hier versuchte die Weimarer Regierungskoalition mit den beschriebenen Mitteln zu lavieren zwischen einer wirklichen Aufklärung und der Verhinderung von Schuldeingeständnissen gegenüber den früheren Gegnern. Die militärischen Behörden erwiesen sich als noch verschlossener bezüglich der Herausgabe von Akten als das Auswärtige Amt. Sie machten aus ihrer prinzipiellen Ablehnung der parlamentarischen Untersuchung keinen Hehl.
Nach Fischer-Baling ergab sich eindeutig aus den beschafften Unterlagen, dass die Oberste Heeresleitung unter Hindenburg und Ludendorff im Oktober 1918 ihre Forderung nach Waffenstillstand mit einer Dringlichkeit wiederholte, die allen vernünftigen Einwänden des Reichskanzlers Max von Baden gegenüber taub blieb. Nachdem die neue parlamentarisch legitimierte Regierung sich gefügt hatte und um Waffenstillstand nachgesucht hatte, forderte Ludendorff die Wiederaufnahme des Kampfes und schob die Schuld für die Kapitulation der neuen Regierung und den demokratischen Parteien zu. Gleichzeitig plante die Seekriegsleitung mit Erlaubnis Ludendorffs, aber ohne die Regierung zu fragen, die große Seeschlacht gegen England.
Durch das schärfer werdende Klima in der Weimarer Republik drängten sich dem Unterausschuss eine ganze Reihe von Fragen auf, z. B. ob das Heer tatsächlich Ende Oktober noch so widerstandsfähig gewesen wäre, einen besseren Frieden zu erzwingen, oder wie eine Heeresleitung zu beurteilen wäre, die Anfang Oktober dann ohne Not den Kampf aufgegeben habe, oder ob die Regierung tatsächlich keine Kenntnis von dem Vorhaben der Seekriegsleitung hatte.
Man ernannte General Hermann von Kuhl, einen der führenden Generalstabsoffiziere während des Ersten Weltkriegs, zum Hauptsachverständigen für militärische Fragen. Als Gegenpol wurde der Kriegshistoriker Hans Delbrück mit einem weiteren Gutachten beauftragt. Als weiterer Sachverständiger wurde auch der frühere Generalstabsoffizier Oberst Bernhard Schwertfeger hinzugezogen. Als Überraschung wertete Fischer-Baling, die sich aus den Gutachten ergebende Feststellung, dass es keine die Zivil- und Militärbehörden umfassende Autorität außer dem Kaiser gab. Außerdem hätte es sich gezeigt, dass kein Staatsmann im März 1918 die deutsche Frühjahrsoffensive genehmigt hätte, wenn „Ludendorff die Aussichten mit der Aufrichtigkeit, die von Kuhl vor dem Unterausschuss bewies, dem Kanzler dargestellt hätte.“ Es sei deutlich geworden, dass man in dieser Lage den besten erreichbaren Frieden hätte annehmen müssen. Als Kuhl mit seiner Darstellung der Hauptoffensive und der Nachstöße vom Frühjahr/Sommer 1918 zu Ende war, stellte er unwidersprochen fest, dass damit der Krieg verloren war. Damit war nach Fischer-Baling die große Hauptfrage des Unterausschusses beantwortet: Die Revolution hatte einen tatsächlich verlorenen und von der Heeresleitung verloren gegebenen Krieg beendet. Dass man der Revolution und den demokratischen Kräften später die Schuld an der Niederlage gab, war nur der Versuch im Nachhinein die Verantwortung auf den politischen Gegner abzuschieben.
Doch diese Folgerungen waren unter den Unterausschussmitgliedern umstritten. Weil man aber die Arbeit in der laufenden Wahlperiode abschließen wollte, einigte man sich schließlich auf einen von Deermann im Frühjahr 1924 vorgelegten Resolutionsentwurf, der sich im Wesentlichen den Thesen des Gutachters Delbrück anschloss, in dem aber alle Spitzen gegen Ludendorff entfernt worden waren. Doch im neukonstituierten Reichstag setzte sich überraschenderweise die DNVP, die sich bis dahin durch eine Torpedierung des Ausschusses ausgezeichnet hatte, für eine Fortführung der Arbeit des vierten Unterausschusses ein. Albrecht Philipp von der DNVP und Vorsitzender des vierten Unterausschusses begründete dies damit, dass das vorliegende Ergebnis tendenziös sei und korrigiert werden müsse. Auch das Reichswehrministerium meldete Widerspruch an. Reichskanzler Wilhelm Marx zog sich auf juristische Argumente zurück: Der Beschluss alles Material zu veröffentlichen, sei vom Unterausschuss nach der im März 1924 erfolgten Reichstagsauflösung gefasst worden und demnach nichtig. Obwohl sich der Unterausschuss auf die Beauftragung durch den Ältestenrat hätte berufen können, akzeptierte er die Entscheidung.
Doch 1925 wurde Hindenburg Reichspräsident der Republik. Ludendorff konnte seine Vorladung vor den Unterausschuss im Gegensatz zur Anfangszeit in brüsker Form ablehnen, ohne dass er etwa bestraft und vorgeführt wurde. Im Mai 1925 legten die Abgeordneten des Unterausschusses eine deutlich abgeänderte Mehrheitsresolution und zwei Minderheitsresolutionen vor. Die meisten Abgeordneten beugten sich dem zunehmenden Druck und verwässerten die gefundenen Ergebnisse in ihren Beschlussfassungen. Zum militärischen Zusammenbruch von 1918 formulierten sie, dass „keine Feststellung getroffen [werden kann], welche es rechtfertigt, nach irgendeiner Seite hin zu einem Schuldurteil zu gelangen.“ Beim Untersuchungskomplex „Heimatpolitik und Umsturzbewegung (Dolchstoßfrage)“ gelangten die Abgeordneten 1928 zu dem Urteil – immerhin im deutlichen Bemühen, die Dolchstoßdebatte zu versachlichen – dass „nur im wechselseitigen Zusammenwirken zahlreicher Ursachen die Schuld am deutschen Zusammenbruch gefunden werden könne.“ Gegen die Stimmen der SPD- und KPD-Mitglieder sprach sich der Unterausschuss trotz des vorliegenden Materials für einen Freispruch der Führungskräfte der OHL aus.
Im Verlauf der Wintermonate 1926 kam es zur sogenannten Dittmann-Kontroverse, bei der der ehemalige USPD-Politiker die damalige Seekriegsleitung wegen des geplanten Flottenvorstoßes scharf angriff. Dies führte zu intensiven Debatten u. a. mit dem als Vertreter der Marineleitung fungierenden Korvettenkapitän Wilhelm Canaris. Erst Anfang März unter dem Zeitdruck der bevorstehenden Reichstagswahlen wurde eine Resolution verabschiedet, die jedoch keine Kritik an der Seekriegsleitung enthielt. Die Militärs hatten den Abgeordneten das Kriegstagebuch der Seekriegsleitung, und ein Memorandum von Trothas (damals Chef des Stabes der Hochseeflotte), das deren Absichten klar belegte, vorenthalten.
Die Untersuchungskomplexe der annexionistischen Propaganda im Ersten Weltkrieg und der sozialen Missstände im Heer, die als potentielle Gegengewichte zur Dolchstoßlegende hätten fungieren können, hatte der Unterausschuss unberücksichtigt gelassen. Der zuständige Sachverständige Martin Hobohm, dessen geplantes Gutachten nicht veröffentlicht wurde, protestierte öffentlich.
Auch wenn diese Ergebnisse enttäuschend sind, so bietet doch das veröffentlichte reichhaltige Material noch viele interessante und wichtige Darstellungen der Vorgänge u. a. zu den Missständen im Heer und in der Marine (s. u.). Heinemann qualifiziert den Quellenwert der vom vierten Unterausschuss produzierten Materialien als „unbestreitbar hoch.“

### Ende des Untersuchungsausschusses
Nach dem überwältigenden Wahlsieg der Nationalsozialisten im Juli 1932 wurde der Untersuchungsausschuss nicht wieder eingesetzt. Damit verhinderten die Nazis den Abschluss der Arbeiten des Ersten Unterausschusses durch die Volksvertreter. Die Frage nach der Verantwortung für die militärische Eskalation der Julikrise im Jahre 1914, die zum Ausbruch des Ersten Weltkrieges führte, konnte nicht mehr abschließend behandelt werden. Die Öffentlichkeit nahm aber davon so gut wie keine Notiz. Auch in den Augen der Parlamentarier hatte sich die Ausschussarbeit überlebt. Heinemann macht dafür hauptsächlich die andauernde Intervention des Auswärtigen Amtes verantwortlich.

## Dokumentation und Quellenlage
Noch in der Weimarer Republik wurden einige Teile der Arbeit des ersten, dritten und vierten Unterausschusses veröffentlicht.
Materialien des zweiten Unterausschusses konnten erhalten und nachträglich publiziert werden. Viele andere umfangreiche Aktenbestände sind nach 1933 von den Nationalsozialisten vernichtet worden. Die Protokolle und somit die Beschlüsse der Nationalversammlung über den Ausschuss sind erhalten geblieben.
Die Parlamentarier waren daran interessiert ihre Ergebnisse in der Öffentlichkeit bekannt zu machen, jedoch gab es von Seiten der Beamten, v. a. der des Auswärtigen Amtes, immer wieder Argumente, die aus ihrer Sicht dagegen sprachen. So wurden z. B. häufig außenpolitische Konflikte befürchtet. Den Beamten gelang es dabei allerdings oft, längere Debatten von Anfang an zu vermeiden, indem sie Dokumente für den Ausschuss als „Geheim“ oder „Streng Geheim“ deklarierten.
Der Reichstag veröffentlichte die Unterlagen als Das Werk des Untersuchungsausschusses (WUA) der Verfassunggebenden Deutschen Nationalversammlung und des Deutschen Reichstags 1919–1930. Verhandlungen, Gutachten, Urkunden. Dies geschah unter Mitwirkung v. Eugen Fischer (später benannte er sich um in Fischer-Baling), Berthold Widmann, Walter Bloch, herausgegeben von Walter Schücking, Johannes Bell, Georg Gradnauer, Rudolf Breitscheid, Albrecht Philipp. Reihe 1–4. Berlin.
Einige Unterlagen, deren Veröffentlichung von den Nazis verhindert wurde und die nicht in den Wirren des Zweiten Weltkriegs vernichtet wurden, wurden in den 70er und 80er Jahren veröffentlicht. Diese sind im Folgenden besonders kenntlich gemacht.

### Reihe 1. Die Vorgeschichte des Weltkrieges
Im Auftrage des Ersten Untersuchungsausschusses unter Mitwirkung von Eugen Fischer, hrsg. von Georg Gradnauer und Rudolf Breitscheid. Band 5, 10, 11 (Band 10, 11 hrsg. von Clara Bohm-Schuch)
Stenographische Berichte über die öffentlichen Verhandlungen des Untersuchungsausschusses. 15. Ausschuß. [Hrsg. v.] Die deutsche Nationalversammlung im Jahre 1919. 1919.
Beilagen zu den Stenographischen Berichten über die öffentlichen Verhandlungen des Untersuchungsausschusses.
1. Beilage Heft 1: 1. Unterausschuß. Zur Vorgeschichte des Weltkrieges [Heft 1]. Schriftliche Auskünfte deutscher Staatsmänner. Hrsg. v. der Deutschen Nationalversammlung im Jahre 1919/20. 1920.
2. Beilage Heft 2: 1. Unterausschuß. Zur Vorgeschichte des Weltkrieges. Heft 2: Militärische Rüstungen und Mobilmachungen. Hrsg. v. der Deutschen Nationalversammlung. 1921.[82]

5,1-2: Deutschland auf den Haager Friedenskonferenzen. 1929.
1. Entschließung und Verhandlungsbericht.
2. Gutachten der Sachverständigen Wehberg, Graf Montgelas, Zorn, Kriege, Thimme.

10: Gutachten des Sachverständigen Dr. Roderich Gooß – Das österreichisch-serbische Problem bis zur Kriegserklärung Österreich-Ungarns an Serbien, 28. Juli 1914 – und des Sachverständigen Hermann Wendel – Die Habsburger und die Südslawenfrage. 1930
11: Gutachten des Sachverständigen Hermann Lutz – Die europäische Politik in der Julikrise 1914. 1930.
Nachträglich außerhalb der Reihe erschienen: Hermann Kantorowicz, Gutachten zur Kriegsschuldfrage. Aus dem Nachlaß hrsg. u. eingel. v. Imanuel Geiss. Frankfurt 1967.

### Reihe 2. Friedensmöglichkeiten während des Weltkrieges
Es sind nur zwei Bände im Rahmen der WUA-Reihe erschienen:
- Die Deutsche Nationalversammlung im Jahre 1919/20 (Hrsg.): Stenographischen Berichte über die öffentlichen Verhandlungen des 15. Untersuchungsausschusses der Verfassungsgebenden Nationalversammlung nebst Beilagen. (Band I) Berlin 1920. Dieser erste Band enthält die Protokolle der ersten elf Sitzungen vom 21. Oktober bis zum 14. November 1919. Verschiedene Zeugen wie Graf von Bernstorff, Bethmann Hollweg, Zimmermann etc. wurden zu den Friedensaktionen des amerikanischen Präsidenten Wilson 1916/17 befragt.

- Die Deutsche Nationalversammlung im Jahre 1919/20 (Hrsg.): Stenographischen Berichte über die öffentlichen Verhandlungen des 15. Untersuchungsausschusses der Verfassungsgebenden Nationalversammlung nebst Beilagen. (Band II) Berlin 1920. Dieser zweite Band enthält die Protokolle der folgenden Sitzungen (12–15) vom 15. November 1919 bis zum 14. April 1920; sowie als Beilagen Aktenstücke zur Friedensaktion Wilsons.

Außerhalb der WUA-Reihe erschienen:
- Die Verhandlungen des 2. Unterausschusses des Parlamentarischen Untersuchungsausschusses über die päpstliche Friedensaktion von 1917. Aufzeichnungen und Vernehmungsprotokolle. Bearb. u. hrsg. v. Wolfgang Steglich. Wiesbaden 1974.
- Bearb. v. Werner Hahlweg: Quellen zur Geschichte des Parlamentarismus und der politischen Parteien. Erste Reihe. Band 8: Der Friede von Brest-Litowsk. Ein unveröffentlichter Band aus dem Werk des Untersuchungsausschusses der Deutschen Verfassunggebenden Nationalversammlung und des Deutschen Reichstages. Düsseldorf 1971.
- Bei der vorstehenden Literatur Angabe (Werner Hahlweg) findet sich auf den Seiten 707–714 ein Nachweis der unveröffentlichten Bände dieses Unterausschusses. Dabei handelt es sich um 37 Akten und 7 Einzelmaterialien, die fast alle als „Geheim!“ deklariert sind. Hahlweg gibt als Quelle an: Politisches Archiv [des Auswärtigen Amts]. Parlamentarischer Untersuchungsausschuß. Akten betreffend: 2. Unterausschuß: Friedensmöglichkeiten Sommer und Herbst 1917. Nr. 43–52. Hahlweg klassifiziert dieses Material als „aufschlußreiches, bisher wenig beachtetes Quellenmaterial“.[84]

### Reihe 3. Das Völkerrecht im Weltkrieg
Im Auftrage des Dritten Untersuchungsausschusses unter Mitwirkung v. Eugen Fischer u. Berthold Widmann hrsg. v. Johannes Bell. Band 1–4. 1927
1. Einleitung. Tafeln. Die Einführung der Haager Landkriegsordnung beim deutschen Heer. Die Zerstörungen in Nordfrankreich anläßlich der Rückzüge des deutschen Heeres in den Jahren 1917 und 1918. Die Verschleppung von Bewohnern Elsaß-Lothringens nach Frankreich. Die Zwangsüberführung belgischer Arbeiter nach Deutschland.
2. Die Verletzung der Neutralität Griechenlands. Der belgische Volkskrieg. Verletzungen des Genfer Abkommens. Verletzungen des X. Haager Abkommens.
3. 1–2: Verletzungen des Kriegsgefangenenrechts
4. Der Gaskrieg. Der Luftkrieg. Der Unterseebootkrieg. Der Wirtschaftskrieg

### Reihe 4. Die Ursachen des deutschen Zusammenbruchs im Jahre 1918
Vierte Reihe im Werk des Untersuchungsausschusses. Unter Mitwirkung v. Eugen Fischer, Walter Bloch im Auftrage des Vierten Unterausschusses hrsg. v. Albrecht Philipp. Band 1–12. 1925–29.

#### 1. Abteilung. Der militärische Zusammenbruch. Band 1–3
1: Entschließungen des 4. Unterausschusses und Verhandlungsbericht. 1925
2: Gutachten des Sachverständigen Oberst a. D. Bernhard Schwertfeger. 1925
3: Gutachten der Sachverständigen General d. Inf. a. D. von Kuhl u. Geheimrat Prof. Dr. H. Delbrück. 1925

#### 2. Abteilung. Der innere Zusammenbruch. Band 4–12
Bände 4–6: Allgemeine Ursachen und Hergänge
4: Entschließung und Verhandlungsbericht: Die allgemeinen Ursachen und Hergänge des inneren Zusammenbruchs. 1. Teil. 1928
5: Verhandlungsbericht: Die allgemeinen Ursachen und Hergänge des inneren Zusammenbruchs. 2. Teil. 1928
6: Gutachten der Sachverständigen von Kuhl, Schwertfeger, Delbrück, Katzenstein, Herz, Volkmann zur »Dolchstoß«-Frage. 1928
Bände 7–8: Reichstag
7,1: Entschließung und Verhandlungsbericht: "Der Deutsche Reichstag im Weltkrieg". 1928
7,2: Verhandlungsbericht: "Der Deutsche Reichstag im Weltkrieg". 1928
8: Gutachten des Sachverständigen Prof. D. Dr. Dr. Joh. Viktor Bredt, M.d.R. Der Deutsche Reichstag im Weltkrieg. 1926
Bände 9–10: Marine
9,1: Entschließung und Verhandlungsbericht: Marine und Zusammenbruch. 1928
9,2: Verhandlungsbericht: Marine und Zusammenbruch. 1928
10,1: Gutachten der Sachverständigen Alboldt, Stumpf, v. Trotha zu den Marinevorgängen 1917 und 1918. 1928
10,2: Tagebuch des Matrosen Richard Stumpf. 1928
Band 11: Soziale Heeresmißstände
11,1: Gutachten des Sachverständigen Dr. Hobohm: Soziale Heeresmißstände als Teilursache des deutschen Zusammenbruchs von 1918. 1929
11,2: Gutachten des Sachverständigen Volkmann: Soziale Heeresmißstände als Mitursache des deutschen Zusammenbruchs von 1918. 1929
Band 12: Annexionsfragen
12,1: Gutachten des Sachverständigen Volkmann: Die Annexionsfragen des Weltkrieges. 1929.
12,2: nicht mehr erschienen; sollte Dr. Martin Hobohms Annexionsgutachten (gegen die Alldeutschen) bringen.

## Einschätzungen
Fischer-Baling resümierte „der revolutionäre Erzeugergeist [sei] beim zweiten Unterausschuß mehr, beim ersten und vierten weniger, beim dritten fast gar nicht zur Wirkung“ gekommen.
Die Weimarer Regierungskoalition hatte die Beamtenschaft in ihren Stellungen belassen. Diese übte passiven Widerstand gegen eine offene und schonungslose Aufarbeitung. Auch im Militärwesen hatte es keine durchgreifenden Reformen gegeben. Wichtige Dokumente wie etwa das Kriegstagebuch der Seekriegsleitung wurden dem Ausschuss vorenthalten.
Noch katastrophaler wirkte sich aber aus, dass die Weimarer Regierungskoalition ein deutsches Schuldeingeständnis vor der Weltöffentlichkeit verhindern wollte. „Die ‚Kriegsunschuldlegende‘ sollte gleichsam als emotionale Klammer für die auseinander strebenden politischen und gesellschaftlichen Kräfte der jungen Republik wirken. Doch damit wurde der notwendige historische Bruch mit der Vergangenheit verhindert. Dies trug entscheidend zur politischen wie zur ‚moralischen Kontinuität‘ (Heinrich-August Winkler) zwischen dem wilhelminischen Kaiserreich und der Weimarer Republik bei.“ Da sich die Abgeordneten in den Ausschüssen dieser Vorgabe vielfach fügten, war eine offene und ehrliche Aufarbeitung der Fragen schwierig und teilweise unmöglich. Eine solche Aufarbeitung hätte jedoch die demokratischen und republikanischen Kräfte im Inneren stärken können und ein Fundament für eine europäische Friedensordnung legen können.
Der Ausschuss vergab die große Chance zur Festigung von Demokratie und Frieden in Europa beizutragen, indem er verschiedentlich dem politischen Druck nachgab und gegen Beamtenschaft und Militär nicht durchgriff. Fischer-Baling stellte fest: "das große Werkzeug des Ausschusses […] als Mittel zur Festigung der Demokratie gegen den wieder erstehenden Militarismus" wurde nicht genutzt.

## Rezeption
Die formulierten Ergebnisse der einzelnen Unterausschüsse stellen von der Weimarer Regierungskoalition und ihren der Kaiserzeit verhafteten Beamten bestimmte Kompromissformeln dar. Sie sind damit von begrenztem Wert. Die eigentliche Arbeit, soweit es die Aktenlage zuließ, erfolgte jedoch meist umsichtig und gewissenhaft. Die Akten mit den Verläufen der Verhandlungen sind entsprechend von großem Wert und verdienen es, umfassender erschlossen zu werden.
Das Auswärtige Amt unterband damals u. a. die Veröffentlichung des Gutachtens des Rechtshistorikers Hermann Kantorowicz. Dieser kam nach eingehenden Untersuchungen der Akten zu dem Schluss, dass Deutschland eine Mitschuld am Ausbruch des Krieges hatte. Kantorowicz' Gutachten wurde 1967 von Imanuel Geiss herausgegeben und spielte eine wichtige Rolle im Historikerstreit um Fritz Fischer (Fischer-Kontroverse).
Ein Gutachten im vierten Unterausschuss, das Emil Alboldt, Gründer und Vorsitzender des Deckoffizierbundes in der Weimarer Republik anlässlich der Verhandlungen über die Kaiserliche Marine vorgetragen hatte, wurde 1928 als Sonderausgabe mit einer Einführung von Walther Schücking veröffentlicht.
Das Tagebuch Richard Stumpfs, das erstmals in voller Länge aber mit anonymisierten Namen vom Untersuchungsausschuss veröffentlicht wurde, wurde von dem Mitglied des Untersuchungsausschusses Wilhelm Dittmann in Form einer kleinen Broschüre auszugsweise verbreitet. In den 60er Jahren wurde es von dem amerikanisch/österreichischen Geschichtsprofessor Daniel Horn in englischer Sprache und in voller Länge unter Restauration der anonymisierten Namen herausgebracht.
Wilhelm Deist führte das Tagebuch Richard Stumpfs an verschiedenen Stellen seiner geschichtlichen Arbeiten an, erstmals 1966 in seinem Werk „Die Politik der Seekriegsleitung und die Rebellion der Flotte Ende Oktober 1918“. Deist weist in seiner Arbeit darauf hin, dass das im Werk des Untersuchungsausschusses (WUA) ausgebreitete reichhaltige Material in seiner Fülle noch keineswegs ausreichend berücksichtigt worden sei. Speziell bezieht er sich auf die Doppelbände 9 und 10 der IV. Reihe, die sich ausschließlich mit Marinefragen beschäftigen.
Seit Anfang der 1990er Jahre wird das Stumpf-Tagebuch auch in der Lehrausstellung der Marineschule Mürwik gezeigt und im Marinegeschichtsunterricht behandelt.
Martin Schumacher veröffentlichte 1970 die Erinnerungen und Dokumente Johann Bredts, der für den Untersuchungsausschuss zwei Gutachten erstellt hatte, über die Rolle des Reichstags und die Verletzung der belgischen Neutralität.